# Новые Чебенки
Новые Чебенки (баш. Яңы Себенле) — село в Зианчуринском районе Республики Башкортостан Российской Федерации. Входит в состав Новочебенкинского сельсовета.

## География
Стоит на реке Яман, при впдении притока р. Актана, у южного подножия горы Каршы-тау.

### Географическое положение
Расстояние до:
- районного центра (Исянгулово): 23 км,
- центра сельсовета (Ишемгул): 4 км,
- ближайшей ж/д станции (Тюльган): 46 км.

## История
До революции входил в состав Орского уезда Оренбургской губернии.
В 1918—1922 годах село являлось центром Бурзян-Кипчакской волости.

## Население
| 1939 | 1959 | 1970 | 1979 | 1989 | 2002 | 2009 |
| ---- | ---- | ---- | ---- | ---- | ---- | ---- |
| 1119 | ↘566 | ↗742 | ↗763 | ↘595 | ↗683 | ↘666 |
| 2010 |      |      |      |      |      |      |
| ↘593 |      |      |      |      |      |      |

Национальный состав
Согласно переписи населения 2002 года 66 % населения составляют татары, 33 % — башкиры.

## Инфраструктура
Личное подсобное хозяйство с зоной сельскохозяйственного использования, индивидуальная застройка усадебного типа.
Дом культуры. Основная общеобразовательная школа имени Булата Ишемгулова.

## Транспорт
Остановка общественного транспорта «Новые Чебенки».

## Религия
В селе есть мечеть Рамазан-Шариф (Центральная ул., 45).

## Известные уроженцы
- Габдрахманов, Габдрахман Закирович (Булат Ишемгул; 1900—1938) — башкирский советский писатель, поэт и переводчик.